# Blechnum pilosum
Blechnum pilosum là một loài dương xỉ trong họ Blechnaceae. Loài này được Brownlie mô tả khoa học đầu tiên năm 1977.
Danh pháp khoa học của loài này chưa được làm sáng tỏ. 